# زونکه روتنبرگر
زونکه روتنبرگر (آلمانی: Sönke Rothenberger؛ زادهٔ ۱۴ اکتبر ۱۹۹۴) سوارکار درساژ اهل آلمان است.
وی در مسابقات کشوری و بین‌المللی در مجموع برندهٔ ۴ مدال طلا، ۲ مدال نقره شده‌است.